# Конюшенная улица (Пушкин)
Коню́шенная улица — улица в городе Пушкине (Пушкинский район Санкт-Петербурга). Проходит от Садовой улицы до Октябрьского бульвара.
В перспективе Конюшенной улицы расположено здание администрации Пушкинского района (Октябрьский бульвар, 24). Перед ним расположена безымянная площадь, созданная в 1954—1957 годах полукруглыми жилыми домами (Конюшенная улица, 38/37 и 39/39).

## История
Наименование Конюшенная улица появилось в начале XIX века. Оно связано с расположением в начале улицы (дом 1) Нижних конюшен, или Большого конюшенного двора.
20 апреля 1918 года улицу переименовали в Театра́льную — по Народному театру, организованному в здании Придворного манежа (дом 2). 4 сентября 1919 года она стала улицей Чаплы́гина (с ошибкой в фамилии; нужно Чеплыгина) — в честь царскосельского революционера Чеплыгина. 23 апреля 1923 года состоялось очередное переименование; на этот раз в улицу Пе́рвого Ма́я (по Дню международной солидарности трудящихся).
Первоначальное название — Конюшенная улица — было возвращено 7 июля 1993 года.
7 ноября 2006 года в сквере на углу Конюшенной и Малой улиц установили памятник Ленину, прежде стоявший в Таврическом саду Санкт-Петербурга. Скульптор — В. Б. Пинчук. Вечером 6 декабря 2010 года памятник был взорван вандалами. Возвращение затянулось из-за отсутствия балансодержателя. КПРФ обещала содействовать в возвращении, но на сей день (июнь 2015 года) этого не произошло.

## Здания и учреждения
На улице расположены:
- дом 1 — Нижние конюшни,
- дом 17 — кинотеатр «Авангард»[3],
- православная часовня князя Игоря,
- кафе «На дне» (д. 9)[4], «Талисман» (д. 16)[5] и «Славянка» (д. 39)[6],
- сквер «Фонтан» (на углу с Магазейной улицей).

## Перекрёстки
- Садовая улица
- Средняя улица
- Малая улица
- Московская улица
- Пушкинская улица
- Магазейная улица
- Октябрьский бульвар